# Alexandra Wjatscheslawowna Trussowa
Alexandra Wjatscheslawowna Ignatowa (geborene Trussowa) (russisch Александра Вячеславовна Игна́това; * 23. Juni 2004 in Rjasan) ist eine russische Eiskunstläuferin, die im Einzellauf startet. Bei den Eiskunstlauf-Weltmeisterschaften 2021 gewann sie die Bronzemedaille und bei den Olympischen Winterspielen 2022 in Peking die Silbermedaille.
In ihren Junioren-Jahren gewann sie zwei aufeinanderfolgende Juniorenweltmeisterschaften (2018, 2019). Mit 13 Jahren war sie die jüngste Juniorenweltmeisterin, die es bislang gab.
Im März 2018 zeigte sie im Alter von 13 Jahren einen vierfachen Toeloop und hatte zwei Vierfachsprünge in einem Programm. Damit wurde sie die erste Eiskunstläuferin überhaupt, der das gelang. Im Einzelwettbewerb der Olympischen Winterspiele 2022 stellte sie gleich drei olympische Rekorde auf, als sie jeweils vier Vierfachsprünge und fünf Vierfachsprünge und einen Vierfachlutz und Vierfachflip in ihr Programm aufnahm und diese stand.

## Werdegang

### Familie
Ihr Vater Wjatscheslaw Trussow ist Meister des Sports in drei verschiedenen Kampfsportarten. Ignatowa hat zwei jüngere Brüder, Jegor und Iwan. Im August 2024 heiratete Trussowa Makar Ignatow.

### Eiskunstlauf
Ignatowa begann 2008 mit dem Eiskunstlauf. Bis 2011 wurde sie von Olga Schewzowa trainiert, danach wechselte sie altersbedingt zu Larissa Melkowa. Im Jahr 2013 zog ihre Familie nach Moskau, dort wurde sie drei Jahre lang von Alexander Wolkow betreut und wechselte nach einer kurzen Periode bei Anna Zarewa schließlich 2016 in die Trainingsgruppe von Eteri Tutberidse und Sergei Dudakow.
Seit 2017 ist Ignatowa Mitglied des russischen Nationalteams. 2022 verließ diese jedoch Eteri Tutberidze und bekam ihren Platz in der Trainingsgruppe von Svetlana Sokolovska.
Bei den russischen Juniorenmeisterschaften Anfang Februar 2017 wurde Ignatowa Vierte. Ab Mitte 2017 war sie nach den Regeln der ISU alt genug, um an internationalen Juniorenwettbewerben teilzunehmen. Ende August debütierte sie mit einem ersten Platz beim ISU Junior Grand Prix (JGP) in Brisbane. In der Kür landete sie einen nicht vollständig rotierten Vierfach-Salchow. Beim JGP in Minsk gewann Ignatowa erneut und qualifizierte sich für das Grand-Prix-Finale der Junioren im japanischen Nagoya.
Dort stellte sie mit 73,25 Punkten einen inoffiziellen Juniorenweltrekord im Kurzprogramm auf. In der Kür konnte ihre Landsfrau Aljona Kostornaja eine um etwa 0,5 Punkte bessere Wertung erzielen, addiert lag Ignatowa aber um etwa einen Punkt vorne und konnte somit den Wettbewerb gewinnen.
Ein erneut knapper Sieg gegen Kostornaja gelang ihr im Januar 2018, als sie bei den Russischen Juniorenmeisterschaften am Ende um etwa 0,6 Punkte vorne lag. Einen Monat später wurde beim Finale des russischen Cups erstmals ein vierfacher Salchow von ihr als nicht unterrotiert gewertet, nachdem sie bei den Wettbewerben zuvor entweder gestürzt war oder erst auf dem Eis zu Ende rotierte. Erstmals baute sie auch einen zweiten Vierfachsprung ein, allerdings konnte sie diesen Toeloop nicht stehen.
Im März 2018 löste Ignatowa im bulgarischen Sofia Julija Lipnizkaja als jüngste Juniorenweltmeisterin in der Geschichte der Juniorenweltmeisterschaften ab. Dort stand sie, bereits nach dem Kurzprogramm führend, in der Kür einen vierfachen Salchow und einen vierfachen Toeloop.
Damit ist Ignatowa die erste weibliche Eiskunstläuferin überhaupt, die in einem Programm zwei Vierfachsprünge landete, die Erste, die einen Vierfach-Toeloop stand und die Zweite nach Miki Andō, der ein vierfacher Salchow gelang.
Sowohl mit ihrer Punktzahl in der Kür (153,49) als auch mit der Gesamtpunktzahl (225,52) übertraf sie die bisher von Olympiasiegerin Alina Sagitowa gehaltenen Junioren-Bestmarken.
Ignatowas technischer Gesamtwert in der Kür von 92,35 Punkten ist der beste Wert, der je erzielt wurde und über 10 Punkte höher als jener von Sagitowa bei den Olympischen Spielen 2018.

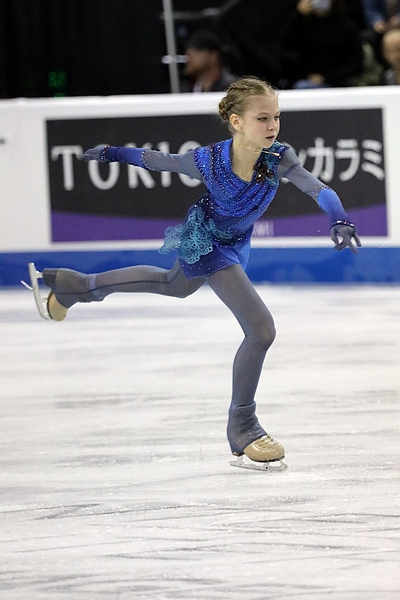
Ignatowa bei Skate Canada 2019

Beim Grand-Prix-Finale 2019 stand Ignatowa in der Kür einen vierfachen Flip. Sie ist die erste weibliche Eiskunstläuferin, der dies in einem Wettbewerb gelang. Bei den Eiskunstlauf-Europameisterschaften 2020 belegte die 15-Jährige im Januar 2020 im österreichischen Graz hinter Aljona Kostornaja und Anna Schtscherbakowa den dritten Rang.
Im Mai 2020 vollzog Ignatowa einen Trainerwechsel zu Jewgeni Pljuschtschenko. Bei den Weltmeisterschaften 2021 lag Ignatowa nach dem Kurzprogramm auf Platz 12, nachdem sie einen dreifachen Lutz überdrehte und nicht, wie geplant, in Kombination zeigte. In der Kür erreichte sie den ersten Platz. Sie zeigte in der Kür unter anderem einen vierfachen Flip und einen vierfachen Lutz in Kombination mit einem dreifachen Toeloop. Im Gesamtergebnis gewann Ignatowa bei ihren ersten Eiskunstlauf-Weltmeisterschaften die Bronzemedaille.
Im Mai 2021 wechselte Ignatowa wieder zurück zu Eteri Tutberidse und Sergei Dudakow.
Obwohl Ignatowa im Einzelwettbewerb der Olympischen Winterspiele 2022 am 17. Februar 2022 mit fünf Vierfachsprüngen die technisch anspruchsvollste Kür im Damenwettbewerb in der gesamten Historie der Olympischen Winterspiele zeigte, gewann sie nur Silber. Gold gewann ihre Teamkollegin Anna Schtscherbakowa, die – im Gegensatz zu Ignatowa – sowohl im Kurzprogramm als auch in der Kür mit nur zwei Vierfachsprüngen fehlerlos lief. Bei den Europameisterschaften 2022 belegte Ignatowa zunächst den dritten Platz. Nachdem im Januar 2024 die Siegerin Kamila Walijewa wegen Dopings rückwirkend für vier Jahre gesperrt wurde, wurde Ignatowa nachträglich die Silbermedaille zuerkannt.

## Ergebnisse
| Meisterschaft / Jahr               | 2018/19 | 2019/20 | 2020/21 | 2021/22 |
| ---------------------------------- | ------- | ------- | ------- | ------- |
| Olympische Winterspiele            |         |         |         | 2.      |
| Weltmeisterschaften                |         | A       | 3.      |         |
| Eiskunstlauf-Europameisterschaften |         | 3.      |         | 2.      |
| Russische Meisterschaften          | 2.      | 3.      | 3.      | 1.      |
| Grand-Prix-Wettbewerb / Saison     | 2018/19 | 2019/20 | 2020/21 | 2021/22 |
| Grand-Prix-Finale                  |         | 3.      |         |         |
| Cup of Russia                      |         | 1.      | 4.      |         |
| Skate Canada                       |         | 1.      |         |         |
| Skate America                      |         |         |         | 1.      |
| A = Veranstaltung ausgefallen      |         |         |         |         |

Ergebnisse bei den Junioren (JGP: ISU Junior Grand Prix):
| Wettbewerb/Saison                 | 2016–2017               | 2017–2018               | 2018–2019               |
| International: Junioren           | International: Junioren | International: Junioren | International: Junioren |
| --------------------------------- | ----------------------- | ----------------------- | ----------------------- |
| Juniorenweltmeisterschaften       |                         | 1.                      | 1.                      |
| JGP Finale                        |                         | 1.                      | 2.                      |
| JGP Australien                    |                         | 1.                      |                         |
| JGP Belarus                       |                         | 1.                      |                         |
| JGP Armenien                      |                         |                         | 1.                      |
| JGP Litauen                       |                         |                         | 1.                      |
| National                          |                         |                         |                         |
| Russische Juniorenmeisterschaften | 4.                      | 1.                      | 1.                      |

## Galerie

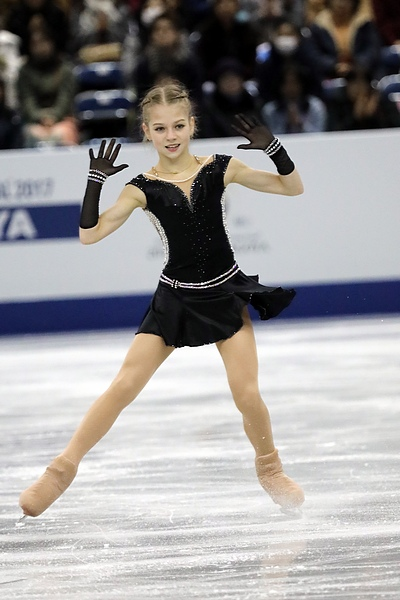
Junior-Grand-Prix-Finale 2017
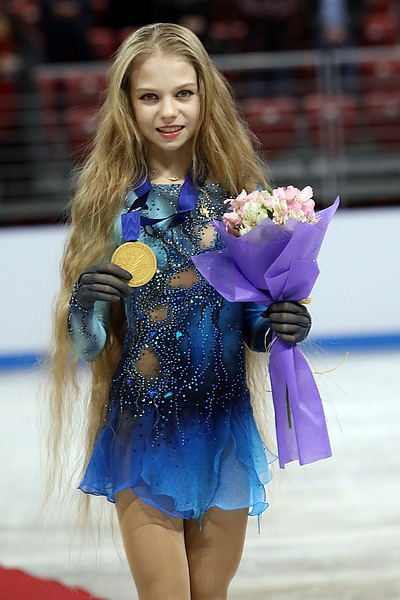
Junioren-WM 2018
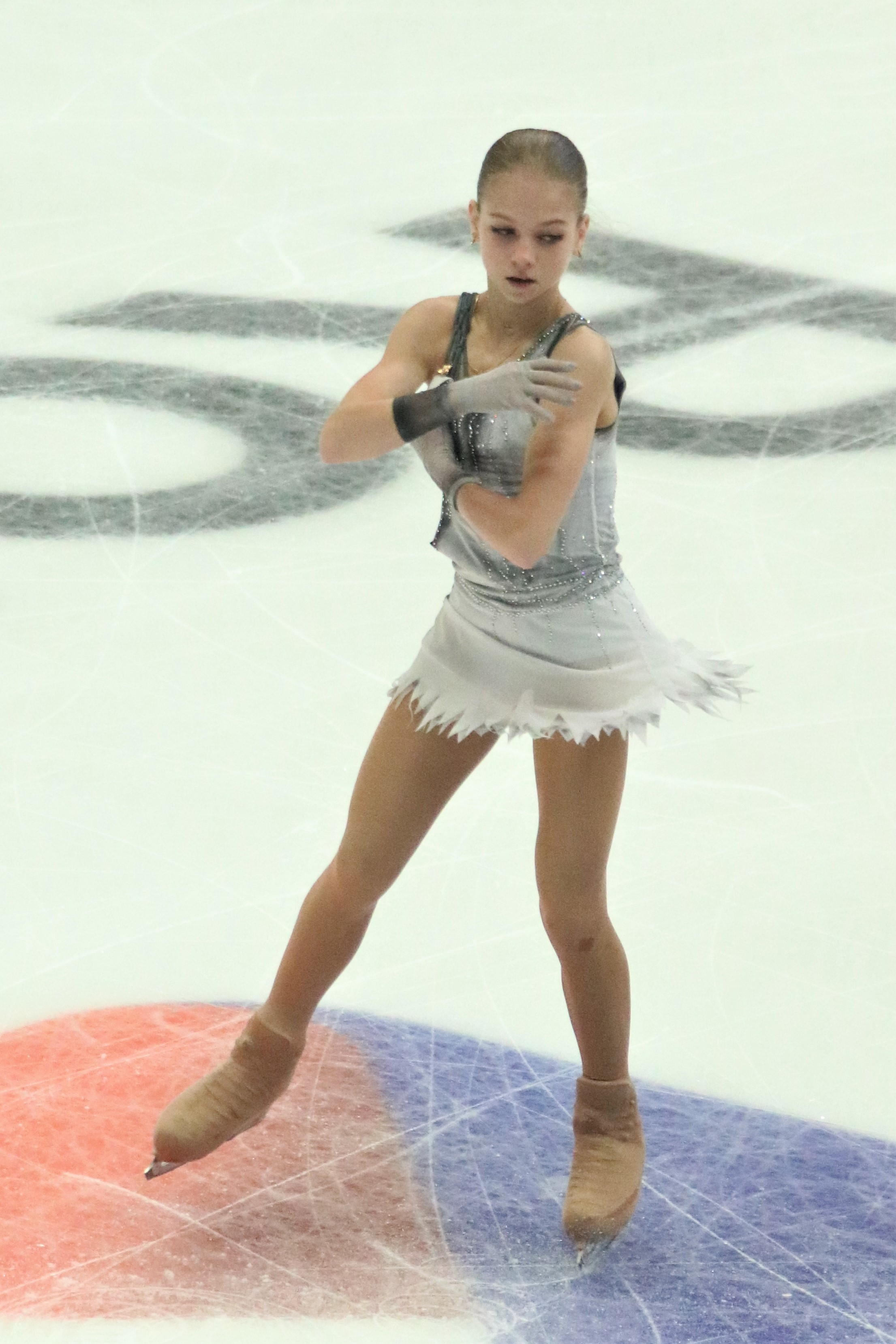
Cup of Russia 2019
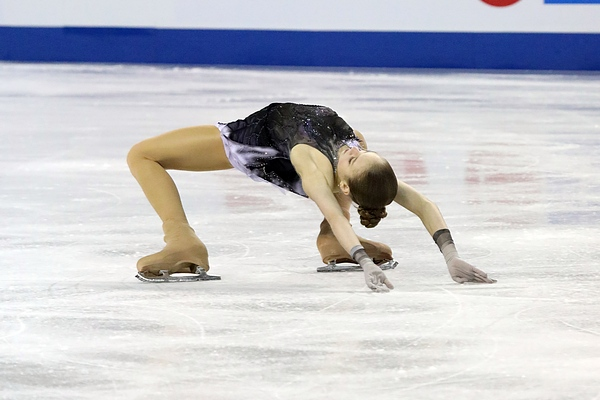
Skate Canada 2019
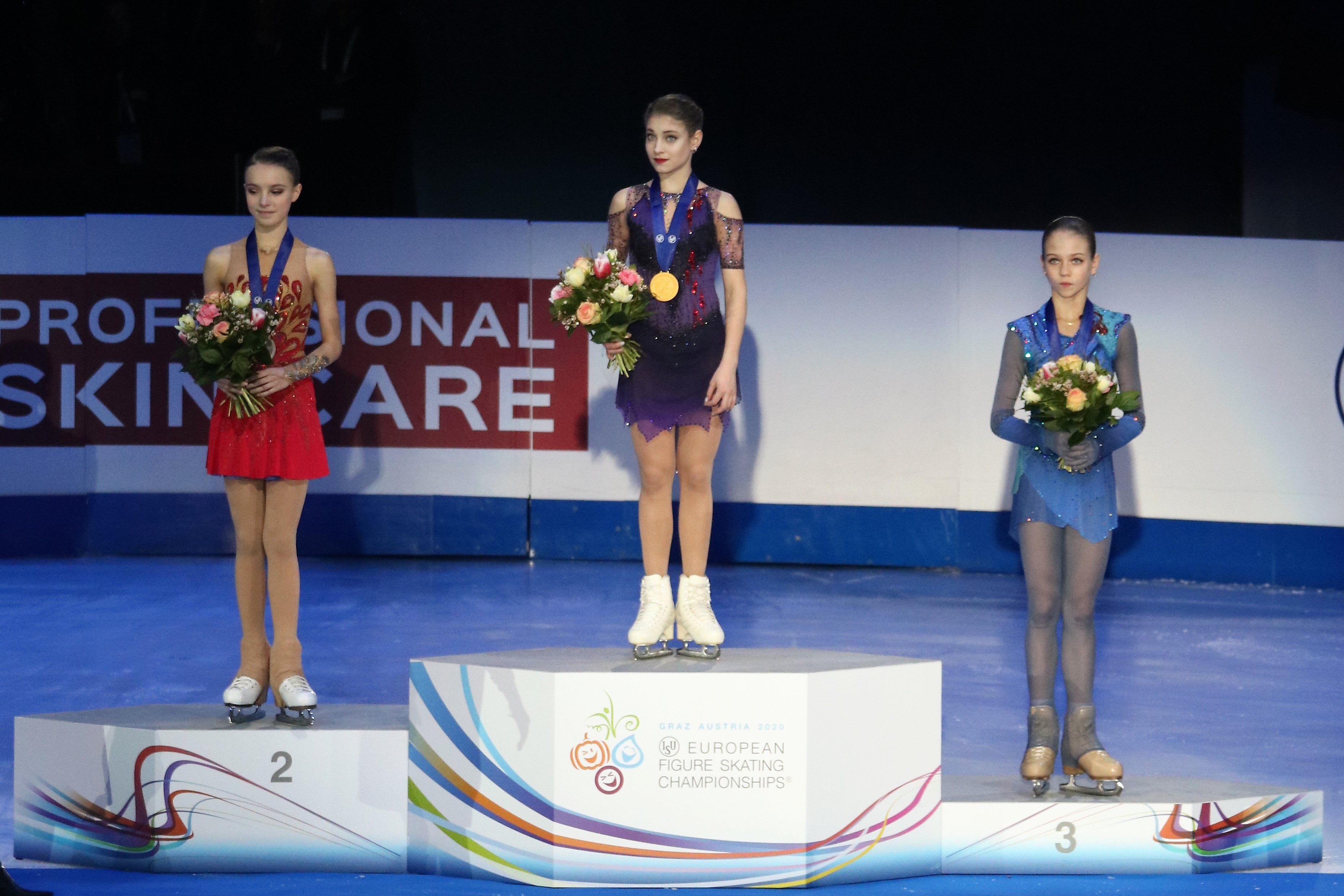
Ignatowa (rechts) bei der EM 2020
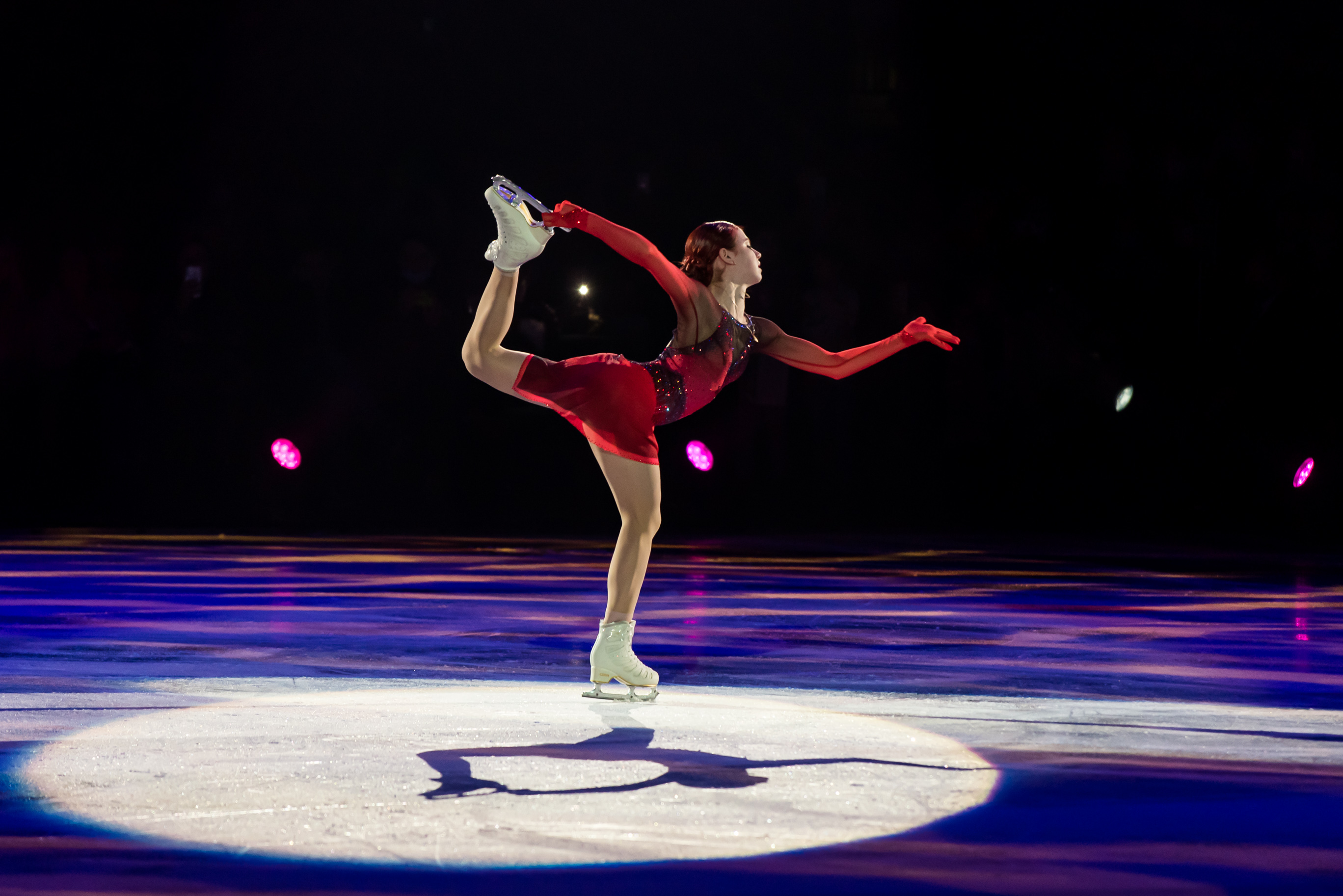
Ignatowa im April 2022